# ZAZ (Filmemacher-Trio)
Zucker, Abrahams & Zucker (auch bekannt als ZAZ) bezeichnet die Zusammenarbeit der US-amerikanischen Regisseure und Drehbuchautoren Jim Abrahams und der Brüder David und Jerry Zucker, die hauptsächlich für eine Reihe von Parodien und Slapstick-Komödien in den 1970er und 1980er Jahren verantwortlich zeichnen.

## Karriere
ZAZ kannten sich seit ihrer Kindheit, bereits ihre Eltern waren miteinander vertraut, besuchten die gleiche Synagoge, die Väter waren Geschäftspartner. Sie gingen auf die gleiche Schule und später auf die gleiche Universität, die University of Wisconsin–Madison.
Die drei arbeiteten das erste Mal in den 1970ern zusammen, während sie an der University of Wisconsin–Madison studierten. Sie formten die Theatergruppe Kentucky Fried Theater, der Name gilt als Anlehnung an die bekannte Fastfood-Kette Kentucky Fried Chicken. 1977 ging aus dieser Formation die Slapstick-Komödie Kentucky Fried Movie hervor, die aus einer Reihe von Sketchen besteht.
Ihr erster großer Erfolg war die Katastrophenfilm-Parodie Die unglaubliche Reise in einem verrückten Flugzeug, die den Anfang einer erfolgreichen Zusammenarbeit über die nächsten zwei Jahrzehnte markierte.
Es folgten Parodien wie Top Secret! oder die Comedy-Serie Police Squad!, aus der später der Leinwand-Hit Die nackte Kanone hervorging. Stars wie Leslie Nielsen, Lloyd Bridges oder Charlie Sheen wurden zu immer wiederkehrenden Gesichtern in den ZAZ-Filmen.
In den 1990er Jahren konzentrierten sich die drei Filmemacher auch auf jeweils eigene Projekte. Während David Zucker an den Fortsetzungen zu Die nackte Kanone arbeitete, feierte sein Bruder Jerry u. a. mit der Road-Movie-Komödie Rat Race – Der nackte Wahnsinn Erfolge. Jim Abrahams gelang derweil mit den Hot Shots!-Filmen die erfolgreichste Parodien-Reihe der 1990er.

## Filmografie
- 1977: Kentucky Fried Movie (Drehbuch)
- 1980: Die unglaubliche Reise in einem verrückten Flugzeug (Regie und Drehbuch)
- 1982: Die nackte Pistole (Serie) (Konzept und Drehbücher einzelner Folgen)
- 1984: Top Secret! (Regie und Drehbuch)
- 1986: Die unglaubliche Entführung der verrückten Mrs. Stone (Regie)
- 1988: Die nackte Kanone (Drehbuch; Regie: David Zucker)